# Wilhelm II Hohenzollern
Wilhelm II (ur. 27 stycznia 1859 w Berlinie, zm. 4 czerwca 1941 w Doorn) – ostatni król Prus i cesarz niemiecki, przedstawiciel dynastii Hohenzollernów. Honorowy Großadmiral Kaiserliche Marine. Jego panowanie charakteryzowało się militaryzmem i dążeniem do uczynienia z Niemiec światowej potęgi. Po zakończeniu I wojny światowej abdykował i osiadł w Holandii.

## Życie i działalność

### Narodziny i pochodzenie
Wilhelm II urodził się 27 stycznia 1859 roku w pałacu Następców Tronu (niem. Kronprinzenpalais) w Berlinie jako Friedrich Wilhelm Albert Victor, Prinz von Preußen (książę Prus), syn ówczesnego następcy tronu, a późniejszego cesarza Fryderyka III, i wnuk panującego do 1888 roku cesarza Wilhelma I. Matka Wilhelma II – Wiktoria, była najstarszą córką Wiktorii, królowej Wielkiej Brytanii o tym samym imieniu, a więc był dzięki niej potomkiem Welfów i linii ernestyńskiej Wettynów. Dzięki babce, cesarzowej Auguście, małżonce Wilhelma I, wnuczce cara Rosji Pawła I, siostrzenicy Aleksandra I i Mikołaja I, płynęła w Wilhelmie również krew rosyjskiej dynastii Romanow-Holstein-Gottorp.

### Młodość

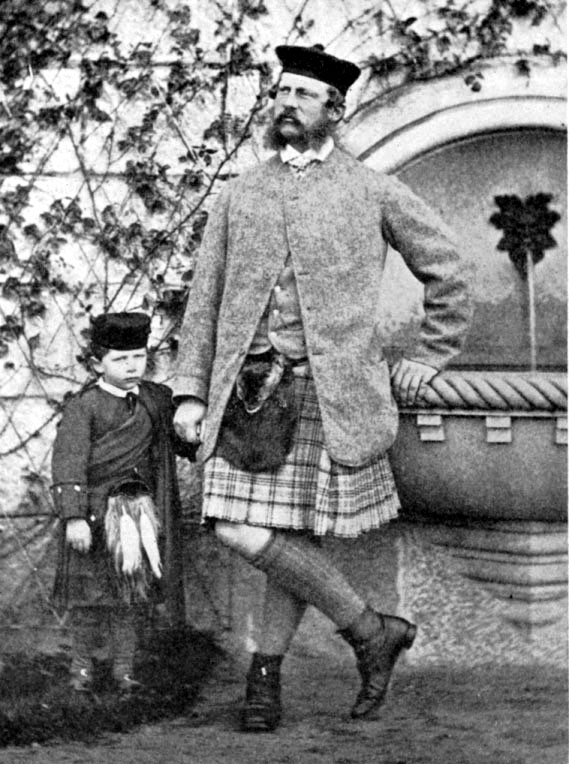
Wilhelm II z ojcem, przyszłym cesarzem II Rzeszy, Fryderykiem III, Balmoral Castle, październik 1863 roku

Wychowywaniem fizycznie niepełnosprawnego dziecka (lewa ręka Wilhelma była zniekształcona od urodzenia) zajął się surowy kalwinista, pedagog Georg Hinzpeter. Kalekie ramię, poddawane okrutnym zabiegom z użyciem prądu, utrudniało naukę jazdy konnej, ale matka i nauczyciel, niewrażliwi na łzy, po każdym z licznych upadków zmuszali go, by ponownie wsiadł na konia. Metoda była drakońska, ale przyniosła zakładane rezultaty; bardzo szybko młody Wilhelm stał się doskonałym jeźdźcem.
Z podobną energią podchodził do zajęć szkolnych, lubił uczyć się historii Niemiec, pasjonował się zwłaszcza chlubnym okresem panowania cesarzy: Ottona I, Henryka III i Fryderyka I Barbarossy. Najwięcej radości sprawiała mu żegluga; Wilhelm – podobnie jak jego młodszy brat Heinrich – interesował się szeroko pojętymi sprawami morskimi, w tym flotami wojennymi swoich czasów.
Wpływ na wychowanie oraz kształtowanie się osobowości Wilhelma miały jego relacje z rodzicami, zwłaszcza z matką. Księżna Wiktoria nie cieszyła się dobrą opinią w Niemczech i miała opinię wyrodnej matki. Więcej czasu spędzała z młodszymi dziećmi, zwłaszcza z ukochanymi Zygmuntem i Waldemarem. Młody Wilhelm wiele godzin spędzał na nauce. Program zajęć przewidywał także wycieczki i podróże zagraniczne, między innymi do Francji i Włoch. 1 września 1874 roku odbyła się w Poczdamie uroczysta konfirmacja księcia, a wkrótce po niej, 3 września, książę wyjechał wraz z bratem Henrykiem do elitarnego gimnazjum w Kassel-Wilhelmshöhe. Dwa lata spędzone w Kassel nie wzbudziły jego zainteresowania nauką. Po ukończeniu gimnazjum w 1877 roku Wilhelm rozpoczął służbę wojskową i brał udział w ćwiczeniach armii pruskiej. Następnie studiował prawo i nauki polityczne w Bonn.
W czasie studiów mieszkał w specjalnie dla niego wynajętej rezydencji. Otoczony adiutantami i traktowany z honorami wyrósł na człowieka pewnego siebie, zarozumiałego, dalekiego od ideału, jaki wymarzyli sobie jego rodzice. W miarę upływu czasu poglądy Wilhelma stawały się coraz bardziej reakcyjne, podobne do tych, jakie reprezentował jego dziadek Wilhelm I oraz kanclerz Otto von Bismarck. Filozofia polityczna rodziców wydawała mu się staromodna. Marzył o „wielkości, podbojach, krwi i żelazie”.
Po ukończeniu studiów Wilhelm powrócił do Prus. Wyraźnie faworyzowany przez Bismarcka brał udział w realizowaniu polityki zagranicznej. Został przyjęty do Ministerstwa Spraw Zagranicznych. Młodemu księciu schlebiały pochlebstwa kanclerza oraz innych członków rządu. Wiosną 1884 roku reprezentował cesarza w Sankt Petersburgu na uroczystościach z okazji osiągnięcia przez carewicza pełnoletniości. Poinstruowany przez Bismarcka miał umacniać podpisany właśnie Sojusz Trzech Cesarzy. W 1885 książę Wilhelm brał udział w spotkaniu cesarzy Niemiec i Austrii w Gastein, a następnie udał się w kolejną dyplomatyczną podróż do Rosji. Wyraźnie przeceniał swe zdolności. Na carze Aleksandrze III nie zrobił zbyt dobrego wrażenia.
Książę Wilhelm był typowym przedstawicielem swojego stanu i swej epoki. Ożenił się, ale małżonkę ledwie tolerował. Kobiety nigdy nie były dla niego ważne. Dużo lepiej czuł się w towarzystwie mężczyzn. Propagował i pielęgnował wartości rozpowszechnione i popularne wśród kadry oficerskiej. Jego serdecznym przyjacielem, na którego przelał wiele ze swych osobistych uczuć, był książę Filip von Eulenburg. Przyjaźń obu mężczyzn stała się obiektem licznych komentarzy, także politycznych.

### Król i cesarz

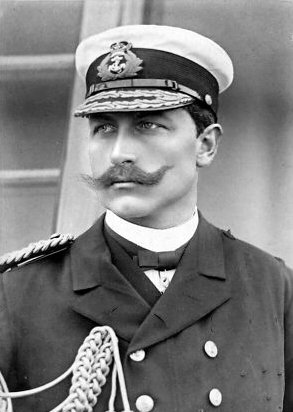
Wilhelm II, ok. 1890

Na tron niemiecki wstąpił w roku śmierci dziadka Wilhelma, po bardzo krótkim panowaniu ojca Fryderyka III. Cesarzem i królem Prus został obwołany 15 czerwca 1888 – miał wówczas 29 lat (ceremonii koronacji nie odbył). W tym samym roku został szefem austro-węgierskiego Pułku Huzarów Nr 7.
Jedną z jego pierwszych politycznych decyzji było zdymisjonowanie kanclerza Ottona von Bismarcka – na skutek różnicy zdań w polityce wewnętrznej i międzynarodowej, jak również z powodu konfliktu ambicji dwóch polityków – mianował na to miejsce Leo von Capriviego. W 1896 r. cesarz stał się bohaterem międzynarodowego skandalu dyplomatycznego, gdy w tzw. depeszy Krügera pogratulował przywódcy Burów reakcji na tzw. Rajd Jamesona.

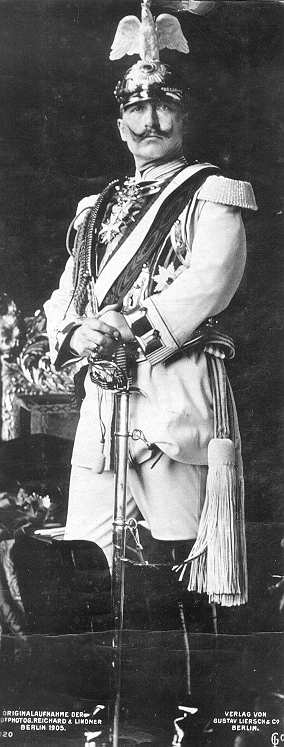
Cesarz Wilhelm II z porażoną lewą ręką, zwykle maskowaną na oficjalnych fotografiach, 1905

Na skutek odmiennych interesów w polityce kolonialnej zaczęły się ochładzać, dobre dotychczas, kontakty z Wielką Brytanią. Wpływ na to miała również rozbudowa niemieckiej floty wojennej, forsowana przez ministra Alfreda von Tirpitza, a będąca solą w oku Anglików. Działalność nowego urzędu ds. marynarki wojennej była zdecydowanie popierana przez cesarza.
Kolejną „wpadką” monarchy była tzw. mowa huńska z 1900 r., w której zalecał on niemieckim żołnierzom bezwzględność w walce z powstaniem bokserów w Chinach. Gorzkie rozczarowanie przeszedł na konferencji w Algeciras w 1906 r., gdy niemiecka polityka kolonialna spotkała się z oporem zarówno Wielkiej Brytanii, jak i Francji. Wilhelma II oskarża się, że był odpowiedzialny za ludobójstwo plemion Herero i Nama dokonane w latach 1904–1907 na terenie dzisiejszej Namibii, które jest uznawane za „pierwsze ludobójstwo XX wieku”.
Wilhelm II był przeciwnikiem ograniczenia zbrojeń: w czasie konferencji haskich 1899 i 1907 delegacje Rzeszy były zajęte głównie sabotowaniem wypracowanych projektów.
W oczach opinii międzynarodowej pogrążył cesarza wywiad, jakiego udzielił w 1908 r. poczytnej angielskiej gazecie „Daily Telegraph”, w którym – pełen właściwej Hohenzollernom dezynwoltury – rozprawiał o imperialnych zakusach cesarstwa. Po skandalu zaczęto w Niemczech szeroką dyskusję nad ograniczeniem uprawnień cesarza w polityce zagranicznej.

### I wojna światowa
Wilhelm II był zdecydowanym zwolennikiem polityki wojennej prowadzonej w latach 1914–1918. Po zamachu na arcyksięcia Franciszka Ferdynanda w czerwcu 1914 r. zapewnił Austrii wszelką pomoc ze strony Niemiec w zwalczaniu „serbskiego barbarzyństwa”. Podczas słynnej mowy w Reichstagu w sierpniu 1914 r. zapewnił: „Od dziś nie znam partii politycznych, znam tylko obywateli Niemiec”. Politykę cesarza poparły wówczas wszystkie stronnictwa w Reichstagu, łącznie z krytycznie nastawionymi dotychczas do wojny socjaldemokratami i katolikami.
W ciągu trwania wojny większość czasu spędził w Głównej Kwaterze (Großes Hauptquartier) wojsk niemieckich w Zamku w Pszczynie; od kwietnia 1915 do lutego 1916 oraz od sierpnia do grudnia 1916. Wtedy Wilhelm II zaczął jednak powoli tracić wpływ na działania na teatrze wojennym, gdyż de facto o wszystkich ważniejszych operacjach decydowali generałowie Erich Ludendorff i Paul von Hindenburg. Począwszy od 1915 r. Wilhelm II był praktycznie pozbawiony władzy.

### Abdykacja
Wilhelm II musiał abdykować w wyniku tzw. rewolucji listopadowej, która przetoczyła się wówczas przez Niemcy. Nowo mianowany kanclerz Rzeszy Friedrich Ebert ogłosił samowolnie rezygnację z tronu Rzeszy i Prus zarówno Wilhelma II, jak i kronprinza Wilhelma, choć cesarz chciał pozostać królem pruskim (nie było to możliwe przy konstytucji II Rzeszy, według której król pruski był automatycznie cesarzem niemieckim). 10 listopada 1918 r. Wilhelm przeniósł się ze swojej kwatery wojskowej w belgijskim Spa do Holandii, która – jako państwo neutralne w czasie wojny – udzieliła mu i księciu koronnemu azylu. Wielu Niemców uznało to za dezercję z pola bitwy oraz złamanie zasady „pokonany król pruski ginie w boju na czele swych żołnierzy” i nigdy mu tego nie wybaczyło. Rezygnację z obydwu tronów (tym razem również pruskiego) potwierdził specjalnym dokumentem z 28 listopada 1918 r. Władze holenderskie – mimo ratyfikacji traktatu wersalskiego i przystąpienia do Ligi Narodów – nie zgodziły się na ekstradycję i postawienie przed sądem Wilhelma, co było przewidziane w układach z 1919 r.

### Ostatnie lata

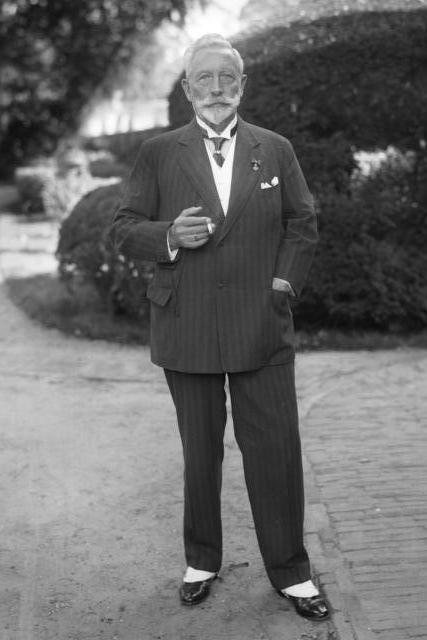
Wilhelm II w Doorn ok. 1933

Do 1920 r. rezydował w Amerongen, potem przeniósł się do miejscowości Doorn w Holandii, gdzie pozostał do końca życia. Po śmierci cesarzowej Augusty Wiktorii poślubił w 1922 r. owdowiałą księżną Herminę von Schönaich-Carolath z książąt Reuss. Na wygnaniu poświęcił się pisaniu pamiętników oraz rąbaniu drewna. To ostatnie sprawiało mu przyjemność mimo fizycznego upośledzenia, z którym borykał się od dzieciństwa (jego lewa ręka była znacznie krótsza i szczuplejsza od prawej, a dłoń przypominała dziecięcą). W 1931 r. spotkał się w Doorn z Hermannem Göringiem, którego gorąco namawiał do wskrzeszenia w Niemczech monarchii jako antidotum na bałagan panujący w Republice Weimarskiej.
W 1940 r., gdy wojska niemieckie wkroczyły do Holandii, cesarz otrzymał propozycję gościny w Wielkiej Brytanii z ust premiera Winstona Churchilla. Wilhelm odmówił i kilka godzin później jego posiadłość była już w rękach niemieckich. Wilhelm II zaszokował później opinię publiczną telegramem do Adolfa Hitlera, w którym pogratulował mu zajęcia Paryża. Wbrew obiegowym opiniom nie tytułował jednak Hitlera „wodzem”, lecz gratulował jako kanclerzowi Rzeszy zwycięstwa niemieckiej armii. Ostatnio okazało się, że były cesarz nie był nawet autorem telegramu; został on wysłany bez jego wiedzy przez administratora majątków hohenzollernowskich nazwiskiem Wilhelm von Dommes. Wiara, iż führer zdecyduje się na przywrócenie w Niemczech monarchii towarzyszyła mu do końca życia – marzył o powrocie na tron w pierwszej linii osobiście lub jego objęciu przez któregoś z wnuków. Nadaremnie – Hitler posługiwał się marzeniami o wskrzeszeniu cesarstwa wyłącznie w celach propagandowych i do własnych, politycznych celów – w rzeczywistości nigdy realnie nie planował powrotu na tron Hohenzollernów, a monarchistami gardził i podejrzewał o działalność antyfaszystowską.
Obawiając się propagandowego wykorzystania swego pogrzebu dla celów III Rzeszy, Wilhelm postanowił spocząć na obczyźnie i pochowany został w zaprojektowanym przez siebie mauzoleum w zamkowym parku w Doorn, w asyście kompanii honorowej Wehrmachtu. Kazał tam umieścić napis: Nie chwalcie mnie, gdyż nie potrzeba mi pochwał; nie wysławiajcie mnie, gdyż nie potrzeba mi sławy; nie sądźcie mnie, bo jestem sądzonym. Jego obie małżonki, synowie: Eitel Friedrich i Joachim oraz najstarszy wnuk Wilhelm spoczywają kilkaset kilometrów dalej – na niemieckiej ziemi w Poczdamie, w tzw. Antikentempel w parku Sanssouci. Od śmierci kronprinza Wilhelma (1951) Hohenzollernowie prusko-brandenburscy są chowani na terenie ostatniego pozostałego im zamku Hohenzollern w Hechingen w Szwabii.

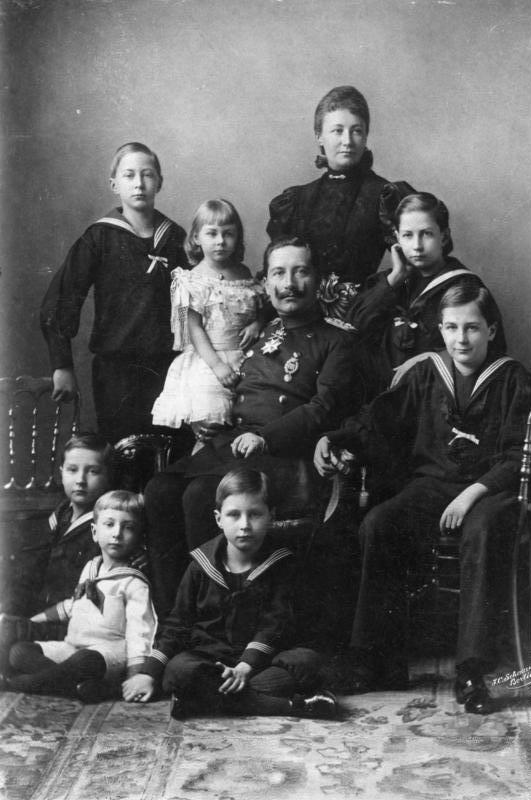
Cesarz Wilhelm z rodziną

## Małżeństwo i rodzina
27 lutego 1881 roku książę Wilhelm poślubił księżniczkę Augustę Wiktorię z rodu Szlezwik-Holsztyn (1858–1921), z którą miał siedmioro dzieci:
- Friedrich Wilhelm Victor (1882–1951), ostatni następca tronu Rzeszy Niemieckiej i Prus (niem. Kronprinz des Deutschen Reiches und von Preußen);
- Wilhelm Eitel Friedrich (1883–1942);
- Adalbert Ferdinand Berengar (1884–1948);
- August Wilhelm Heinrich (zw. Auwi, 1887–1949);
- Oskar Karl Gustav (1888–1958);
- Joachim Franz (1890–1920);
- Victoria Luise Adelheid (1892–1980).

## Pełna tytulatura
Pełna tytulatura uwzględniała poszczególne krainy wchodzące w skład Królestwa Pruskiego oraz oczywiście najważniejszy tytuł: cesarsko-niemiecki, który jednak w niektórych dokumentach był pomijany.
Wilhelm, z łaski Bożej cesarz niemiecki, król Prus, margrabia Brandenburgii, burgrabia Norymbergi, hrabia Hohenzollern, suweren i wielki książę Śląska oraz hrabstwa kłodzkiego, wielki książę Nadrenii i Poznania, książę Saksonii, Westfalii i Angarii, Pomorza, Lüneburga, Szlezwiku, Holsztynu, Magdeburga, Bremy, Geldrii, Kleve, Julich i Bergu, jak również Wendów i Kaszub, Krosna, Lauenburga, Meklenburga etc. landgraf Hesji i Turyngii, margrabia Górnych i Dolnych Łużyc, książę Oranii, książę Rugii, Fryzji Wschodniej, Paderborn i Pyrmontu, Halberstadt, Münster, Minden, Osnabrück, Hildesheim, Verden, Kamienia, Fuldy, Nassau, Mörs etc. uksiążęcony hrabia Hennebergu, hrabia Marchii, Ravensburga, Hohenstein, Tecklenburg i Lingen, Mansfeld, Sigmaringen i Veringen, pan Frankfurtu, etc., etc.

## Odznaczenia
- Wielki Mistrz Orderu Orła Czarnego[16] (odzn. 1869, z łańc. 1877)[17]
- Wielki Mistrz Orderu Pour le Mérite (odzn. 1915)[17]
- Wielki Mistrz Orderu Zasługi Korony Pruskiej (fundator w 1901)[16]
- Wielki Mistrz Orderu Orła Czerwonego[16] (odzn. 1869)[17]
- Order Królewski Korony I kl. (przed 1874)[18]
- Order Hohenzollernów I kl. (przed 1874)[18]
- Krzyż Wielki Orderu Krzyża Żelaznego (1916)[17]
- Krzyż Żelazny I kl. (1914)[17]
- Protektor Orderu św. Jana[16]

Zagraniczne
- Baliw Krzyża Wielkiego Orderu Maltańskiego (SMOM)[16]
- Order Świętego Stefana I kl. (1872, Austro-Węgry)[16][17][18]
- Order Marii Teresy (1914, Austro-Węgry)[17]
- Krzyż Mariański (Austro-Węgry)
- Order Annuncjaty (1872, Włochy)[16][18]
- Order św. Maurycego i Łazarza I kl. (1872, Włochy)[17]
- Order Sabaudzki Wojskowy I kl. (1889, Włochy)[17]
- Order św. Andrzeja Apostoła (1872, Rosja)[16][17][18]
- Order św. Aleksandra Newskiego (1872, Rosja)[18]
- Order Orła Białego (1872, Rosja)[17][18]
- Order Świętej Anny I kl. (1872, Rosja)[17][18]
- Order św. Stanisława I kl. (1872, Rosja)[17][18]
- Order Leopolda I kl. cywilny (przed 1874, Belgia)[17][18]
- Order Leopolda I kl. wojskowy (1884, Belgia)[17]
- Order Ludwika I kl. (przed 1874, Hesja)[17][18]
- Order Lwa Złotego (1884, Hesja)[17]
- Order Sokoła Białego I kl. (przed 1874, Weimar)[18]
- Order Złotego Runa (1875, Hiszpania)[16][17]
- Order Karola III I kl. z łańcuchem (1888, Hiszpania)[17]
- Order Serafinów (1875, Szwecja)[16][17]
- Order Serafinów z łańcuchem (1888, Szwecja)[16][17]
- Order Wazów I kl. z łańcuchem (1909, Szwecja)
- Order Podwiązki (1876, Wielka Brytania)[16][17]
- Order św. Jana Jerozolimskiego (1888, Wielka Brytania)
- Order Królewski Wiktoriański I kl. (1899, Wielka Brytania)[16][17]
- Łańcuch Królewski Wiktoriański (1902, Wielka Brytania)[16][17]
- Order Lwa Niderlandzkiego I kl. (1878, Holandia)[16][17]
- Order Wojskowy Wilhelma I kl. (1889, Holandia)[17]
- Order Domowy Orański I kl. (1905, Holandia)[17]
- Order Lwa Zeryngeńskiego I kl. (1878, Badenia)[17]
- Order Bertholda I I kl. (1878, Badenia)[17]
- Order Kalākauy I kl. (1881, Hawaje)[19]
- Order Wierności (1884, Badenia)[17]
- Order Zasługi Wojskowej Karola Fryderyka I kl. (1914, Badenia)[17]
- Order Korony Rucianej (1878, Saksonia)[16][17]
- Order Ernestyński I kl. (1878, Saksonia)[17]
- Order św. Henryka I kl. (1914, Saksonia)[17]
- Order św. Aleksandra I kl. (1878, Bułgaria)[17]
- Order śś. Cyryla i Metodego (1912, Bułgaria)[16][17]
- Order Zasługi Wojskowej I kl. (1916, Bułgaria)[17]
- Order Waleczności I kl. z brylantami (1917, Bułgaria)[17][20]
- Order Krzyża Południa I kl. (1878, Brazylia)[17]
- Order Orła Białego (1878, Serbia)[17]
- Order Daniły I I kl. (1878, Czarnogóra)[17]
- Order Gwiazdy I kl. (1878, Rumunia)[17]
- Order Korony I kl. (1878, Rumunia)[17]
- Order Korony I kl. (1878, Wirtembergia)[16][17]
- Order Zasługi Wojskowej I kl. (1914, Wirtembergia)[17]
- Order Korony I kl. (1878, Syjam)[17]
- Order Domowy Chakri (1897, Syjam)[17]
- Order Słonia (1879, Dania)[16][17]
- Order św. Józefa I kl. (1884, Toskania)[17]
- Order Wieży i Miecza I kl. (1884, Portugalia)[17]
- Order Wieży i Miecza I kl. z łańcuchem (1888, Portugalia)[17]
- Order Domowy i Zasługi I kl. (1884, Oldenburg)[17]
- Krzyż Fryderyka Augusta (1917, Oldenburg)[17]
- Order św. Maryna (1884, San Marino)[17]
- Order Chryzantemy z łańcuchem (1884, Japonia)[17]
- Order Henryka Lwa I kl. (1884, Brunszwik)[17]
- Krzyż Zasługi Wojennej (1914, Brunszwik)[17]
- Order Alberta Niedźwiedzia I kl. (1884, Anhalt)[17]
- Krzyż Fryderyka (1914, Anhalt)[17]
- Order Świętego Olafa I kl. z łańcuchem (1888, Norwegia)[17]
- Order Lwa Norweskiego (1904, Norwegia)[16][17]
- Order Domowy Osmanów (1898, Turcja)[17]
- Order Sławy z brylantami (1917, Turcja)[17]
- Medal Wojenny (1917, Turcja)[17]
- Order Miary Złotej (1900, Korea)[17]
- Order św. Huberta (1901, Bawaria)[16][17]
- Order Maksymiliana Józefa I kl. (1914, Bawaria)[17]
- Order Oswobodziciela I kl. (1905, Wenezuela)[17]
- Krzyż za Wierną Służbę (1914, Schaumburg-Lippe)[17]
- Krzyż Zasługi Wojennej I kl. (1917, Lippe)[17]
- Krzyż Zasługi Wojennej I kl. (1917, Saksonia-Meiningen)[17]
- Krzyż Hanzeatycki trzykrotnie (1917, Hamburg, Bremen i Lubeka)[17]
- Krzyż Zasługi Wojskowej (1917, Meklemburgia-Schwerin)[17]
- Order Krzyża Wolności I kl. z brylantami (Finlandia)

## Genealogia
| Prapradziadkowie                                      | król Prus Fryderyk Wilhelm II (1744-1797) ∞1769 Fryderyka Luiza z Hesji-Darmstadt (1751-1805)   | książę Meklemburgii-Strelitz Karol II (1741-1816) ∞1768 Fryderyka Karolina z Hesji-Darmstadt (1752-1782) | książę Saksonii-Weimar-Eisenach Karol August Wettyn (1757-1828) ∞1775 Luiza Hessen-Darmstadt (1757-1830)           | car Rosji Paweł I Romanow (1754-1801) ∞1776 Zofia Wirtemberska (1759-1828)                                         | książę Saksonii-Coburg-Saalfeld Franciszek (1750-1806) ∞1776 Augusta Reuss-Ebersdorf (1757-1831)            | książę Saksonii-Gotha-Altenburg August (1772-1822) ∞1797 Luiza Szarlotta z Meklemburgii-Schwerin (1779-1801) | król Wielkiej Brytanii Jerzy III Hanowerski (1738-1820) ∞1761 Charlotta z Meklemburgii-Strelitz (1744-1818)          | książę Saksonii-Coburg-Saalfeld Franciszek (1750-1806) ∞1777 Augusta Reuss-Ebersdorf (1757-1831)                     |
| Pradziadkowie                                         | król Prus Fryderyk Wilhelm III (1770-1840) ∞1793 Luiza z Meklemburgii-Strelitz (1776-1810)      | król Prus Fryderyk Wilhelm III (1770-1840) ∞1793 Luiza z Meklemburgii-Strelitz (1776-1810)               | wielki książę Saksonii-Weimar-Eisenach Karol Fryderyk Wettyn (1783-1853) ∞1804 Maria Pawłowna Romanowa (1786-1859) | wielki książę Saksonii-Weimar-Eisenach Karol Fryderyk Wettyn (1783-1853) ∞1804 Maria Pawłowna Romanowa (1786-1859) | książę Saksonii-Coburg-Gotha Ernest I (1784-1844) ∞ 1817 Ludwika z Saksonii-Gotha-Altenburg (1800-1831)     | książę Saksonii-Coburg-Gotha Ernest I (1784-1844) ∞ 1817 Ludwika z Saksonii-Gotha-Altenburg (1800-1831)      | książę Kentu i Strathearn Edward August Hanowerski (1767-1820) ∞1818 Wiktoria z Saksonii-Coburg-Saalfeld (1787-1861) | książę Kentu i Strathearn Edward August Hanowerski (1767-1820) ∞1818 Wiktoria z Saksonii-Coburg-Saalfeld (1787-1861) |
| Dziadkowie                                            | cesarz niemiecki Wilhelm I Hohenzollern (1797-1888) ∞1829 Augusta z Saksonii-Weimar (1811-1890) | cesarz niemiecki Wilhelm I Hohenzollern (1797-1888) ∞1829 Augusta z Saksonii-Weimar (1811-1890)          | cesarz niemiecki Wilhelm I Hohenzollern (1797-1888) ∞1829 Augusta z Saksonii-Weimar (1811-1890)                    | cesarz niemiecki Wilhelm I Hohenzollern (1797-1888) ∞1829 Augusta z Saksonii-Weimar (1811-1890)                    | Albert z Saksonii-Coburg-Gotha (1819-1861) ∞ 1840 królowa Wielkiej Brytanii Wiktoria Hanowerska (1819-1901) | Albert z Saksonii-Coburg-Gotha (1819-1861) ∞ 1840 królowa Wielkiej Brytanii Wiktoria Hanowerska (1819-1901)  | Albert z Saksonii-Coburg-Gotha (1819-1861) ∞ 1840 królowa Wielkiej Brytanii Wiktoria Hanowerska (1819-1901)          | Albert z Saksonii-Coburg-Gotha (1819-1861) ∞ 1840 królowa Wielkiej Brytanii Wiktoria Hanowerska (1819-1901)          |
| Rodzice                                               | cesarz niemiecki Fryderyk III Hohenzollern (1831-1888) ∞1858 Wiktoria Koburg (1840-1901)        | cesarz niemiecki Fryderyk III Hohenzollern (1831-1888) ∞1858 Wiktoria Koburg (1840-1901)                 | cesarz niemiecki Fryderyk III Hohenzollern (1831-1888) ∞1858 Wiktoria Koburg (1840-1901)                           | cesarz niemiecki Fryderyk III Hohenzollern (1831-1888) ∞1858 Wiktoria Koburg (1840-1901)                           | cesarz niemiecki Fryderyk III Hohenzollern (1831-1888) ∞1858 Wiktoria Koburg (1840-1901)                    | cesarz niemiecki Fryderyk III Hohenzollern (1831-1888) ∞1858 Wiktoria Koburg (1840-1901)                     | cesarz niemiecki Fryderyk III Hohenzollern (1831-1888) ∞1858 Wiktoria Koburg (1840-1901)                             | cesarz niemiecki Fryderyk III Hohenzollern (1831-1888) ∞1858 Wiktoria Koburg (1840-1901)                             |
| Wilhelm II Hohenzollern (1859-1941), cesarz niemiecki |                                                                                                 | | | | | | | |